# Алгабаз
Алгабаз, в верховье Сасык, — река в России, протекает по Адамовскому, Светлинскому и Ясненскому районам Оренбургской области. Длина реки составляет 20 км.
Начинается в степи. Течёт сначала в юго-западном, затем — в западном направлении. Устье реки находится в 16 км от устья реки Кокпекты по левому берегу, у кладбища Карамола.

## Данные водного реестра
По данным государственного водного реестра России относится к Уральскому бассейновому округу, водохозяйственный участок реки — Урал от Ириклинского гидроузла до города Орск. Речной бассейн реки — Урал (российская часть бассейна).
Код объекта в государственном водном реестре — 12010000412112200002997.